# Teme
El Teme és el 16è riu britànic més llarg. El seu nom significa "fosc" i aquesta arrel britònica es troba a altres rius com el mateix Tàmesi. És navegable en alguns trams i històricament ha tingut navegació recreativa (amb petites naus o coracles) i comercial. La documentació indica que aquesta navegació data ja de temps romans.

## Característiques
El Teme neix al comtat gal·lès de Powys, s'acosta a la frontera amb Anglaterra i desemboca al riu Severn, el més llarg d'Anglaterra. El curs superior flueix lentament però amb trossos de fort pendent. Inclou diversos molins, alguns amb força antiguitat. El curs mitjà baixa més suaument, tanmateix té indrets amb més fondària de l'aparent. El cabal és molt variable, a causa principalment de l'ús agrícola de la seva aigua. El riu travessa els comtats de Powys, Shropshire, Herefordshire i Worcestershire. Està creuat per diversos ponts i l'aqüeducte Elan.
El Teme té diversos afluents: Clun, Onny, Corve, Ledwyche Brook i Rea per la riba esquerra i el Leigh Brook i el Kyre Brook per la dreta. A causa de les crescudes vingudes d'aquests rius, s'han produït diverses inundacions dels bancs del riu principal, com la de 2007, que va causar forts danys als pobles propers.
Un dels animals més típic que hi viuen és la llúdria comuna i el peix més comú és el Barbus barbus. Tot el riu està catalogat com a Site of Special Scientific Interest (SSSSI) pel govern britànic, fet que en garanteix la conservació. Per aquest motiu l'aigua roman relativament pura i hi ha zones amb restriccions d'ús a les seves ribes. S'està treballant per fer créixer la població de salmons.

## Poblacions
A continuació es llisten les poblacions que ressegueixen el seu curs, en ordre des de la font fins a la desembocadura. Només es comptabilitzen les viles més properes al riu a cada tram:
- Felindre
- Beguildy
- Llanfair Waterdine
- Knucklas
- Knighton
- Bucknell
- Brampton Bryan
- Leintwardine
- Burrington
- Bromfield
- Ludlow
- Ashford Bowdler
- Ashford Carbonel
- Little Hereford
- Tenbury Wells
- Knighton-on-Teme
- Lower Rochford
- Newnham Bridge
- Eastham
- Stockton-on-Teme
- Stanford Bridge
- Shelsley Walsh
- Shelsley Beauchamp
- Clifton-upon-Teme
- Whitbourne
- Martley
- Knightwick
- Broadwas
- Lulsley
- Cotheridge
- Leigh
- Bransford
- Powick
- Worcester